# Pseudanuretes papernai
Pseudanuretes papernai is een eenoogkreeftjessoort uit de familie van de Caligidae. De wetenschappelijke naam van de soort is voor het eerst geldig gepubliceerd in 1988 door Kabata & Deets.